# Lathrostizus lugens
Lathrostizus lugens là một loài tò vò trong họ Ichneumonidae.